# 大二重三角二十・十二面体
大二重三角二十・十二面体（だいにじゅうさんかくにじゅうじゅうにめんたい、Great ditrigonal icosidodecahedron）とは、一様多面体の一種で、小二重三角二十・十二面体の星型五角形を削ったような形をしている。各頂点には正五角形と正三角形が3枚ずつ集まる。（非凸なものを含む場合の）準正多面体でもある。

## 性質
- 構成面: 正五角形 12枚、正三角形 20枚
- 辺: 60
- 頂点数: 20
- 頂点形状: ((3, 5)3)/2
- ワイソフ記号: 3/2 | 3 5
- 枠: 正十二面体
- 双対: Great triambic icosahedron（外観は正二十面体の星型のDe2f2）

## 同じ枠を持つ立体
- 正十二面体
- 大星型十二面体
- 小二重三角二十・十二面体
- 大二重三角二十・十二面体
- 二重三角十二・十二面体
- 5個の正六面体による複合多面体
- 5個の正四面体による複合多面体
- 10個の正四面体による複合多面体